# Гёрлиц (район)
Гёрлиц (нем. Görlitz) — район в Германии в земле Саксония, с административным центром в одноимённом городе.
Занимает площадь 2106,07 км². Численность населения составляет 262168 человек (на 31 декабря 2013 года). Плотность населения — 124 человека/км².
Район был организован 1 августа 2008 года в рамках территориальной реформы земли Саксония. В его состав вошли бывшие районы: Лёбау-Циттау, Нижнесилезская Верхняя Лужица и город Гёрлиц.

## Города и коммуны
| Города и городские округа - Бад-Мускау (3678) - Бернштадт-на-Айгене (3510) - Вайсвассер (17288) - Гёрлиц (54042) - Зайфхеннерсдорф (3883) - Лёбау (15531) - Ниски (9325) - Нойзальца-Шпремберг (3420) - Остриц (2451) - Райхенбах (5063) - Ротенбург (4741) - Хернхут (6335) - Циттау (2540) - Эберсбах-Нойгерсдорф (12951) | Коммуны - Байерсдорф (1174) - Бертсдорф-Хёрниц (2205) - Боксберг (4756) - Вайскайсель (1275) - Вальдхуфен (2473) - Габленц (1645) - Грос-Дюбен (1100) - Гросшвайдниц (1340) - Гросшёнау (5767) - Дюрхеннерсдорф (1018) - Йонсдорф (1627) - Квицдорф-ам-Зе (1303) - Кёнигсхайн (1203) - Кодерсдорф (2558) - Коттмар (7752) - Краушвиц (3584) - Креба-Нойдорф (907) - Лавальде (1921) - Лойтерсдорф (3729) | - Маркерсдорф (3986) - Миттельхервигсдорф (3648) - Мюка (1015) - Найсеауэ (1749) - Одервиц (5290) - Ойбин (1479) - Ольберсдорф (5279) - Оппах (2505) - Ричен (2637) - Розенбах (1649) - Требендорф (960) - Фиркирхен (1704) - Хайневальде (1554) - Хенихен (1322) - Хорка (1841) - Хоэндубрау (1974) - Шёнау-Берцдорф (1506) - Шёнбах (1172) - Шёпсталь (2472) - Шлайфе (2655) |

* (на 31 декабря 2013 года)

## Политика
7 июня 2015 года на пост ландрата района был переизбран Бернд Ланге.